# Лєбєдєва Дарина Юріївна
Дарина Юріївна Лєбєдєва (нар. 3 вересня 1989) — українська футболістка та футзалістка, півзахисниця ковалівського «Колосу».

## Життєпис
Футбольну кар'єру розпочала 2004 року в складі «Атекса», кольори якого захищала до 2007 року. У 2008 році виступала у вищій лізі Росії за клуб «Енергія» (Воронеж), провела 13 матчів. Однак команда була безнадійним аутсайдером й програла всі свої матчі.
У 2009 році повернулася до «Атексу», де виступала до 2015 року (з перервою у 2014 році). У 2016 році перебралася в футзальну команду «Ладомир 5G» (Київ), в якій виступала до 2019 року. Починаючи з 2017 року виступала й за футбольну команду «Ладомир», яка базувалася в місті Володимир-Волинський. Також виступала в пляжному футболі. У 2018 році в складі команди «FC 5G» (Київ) стала чемпіонкою України, відзначилася 5 голами в матчах фінального турніру, визнана найкращим гравцем змагань.
Напередодні старту сезону 2019/20 перейшла до «Колоса». Дебютувала за ковалівський клуб 6 жовтня 2019 року в програному (0:4) виїзному поєдинку групового етапу Першої ліги проти миколаївської «Ніки». Дарина вийшла на поле в стартовому складі та відіграла увесь матч.